# 魏森奥厄
魏森奥厄（發音：[ˈvaɪsn̩ˌʔoːə]）是德国巴伐利亚州上弗兰肯行政区福希海姆县的市镇，面积4.69平方千米，2023年12月31日人口为1,216人。